# جاي دين
جاي دين هو سياسي أمريكي، ولد في 5 مارس 1953 في أوبلوساس في الولايات المتحدة. نشط حزبياً في الحزب الجمهوري. وقد انتخب عضو مجلس نواب تكساس ‏.